# Delta del Tigre y Villas
Delta del Tigre y Villas ist eine vormals eigenständige Stadt in Uruguay, die seit dem 25. Oktober 2006 zur neugeschaffenen Stadt Ciudad del Plata gehört, deren Barrio sie nun ist.

## Geographie
Delta del Tigre y Villas befindet sich auf dem Gebiet des Departamento San José in dessen Sektor 6 am Río de la Plata. Die westlich der Mündung des Río Santa Lucía gelegene Stadt grenzt im Westen an Playa Pascual. Im Hinterland liegt unmittelbar Safici (Parque Postel) an, dem wiederum Monte Grande angeschlossen ist.

## Infrastruktur
Durch Delta del Tigre y Villas führt die Ruta 1.

## Einwohner
Die Einwohnerzahl von Delta del Tigre y Villas beträgt 20.240 (Stand: 2011), davon 9.864 männliche und 10.376 weibliche.
| Jahr | Einwohner |
| ---- | --------- |
| 1963 | 3.474     |
| 1975 | 8.831     |
| 1985 | 9.618     |
| 1996 | 14.120    |
| 2004 | 17.457    |
| 2011 | 20.240    |

Quelle: Instituto Nacional de Estadística de Uruguay